# Bill Walton
William Theodore Walton III (La Mesa, California; 5 de noviembre de 1952-San Diego, California; 27 de mayo de 2024), más conocido como Bill Walton, fue un jugador y comentarista de baloncesto estadounidense. Con 2,11 metros de estatura, jugaba en la posición de pívot.
Jugó a nivel universitario en UCLA, donde ganó dos campeonatos nacionales bajo las órdenes del entrenador John Wooden y lideró a los Bruins a una racha de 88 victorias consecutivas. En 1974 fue seleccionado en la primera posición del Draft de la NBA por los Portland Trail Blazers. Con los Blazers fue campeón de la NBA en 1977 y galardonado con el MVP de la Temporada en 1978. Sin embargo, su carrera se vio lastrada por las lesiones. En 1979 firmó por los San Diego Clippers, con los que sólo pudo disputar 169 partidos en seis años. En 1985 fue traspasado a los Boston Celtics y en su primer año allí ganó el premio a Mejor Sexto Hombre, convirtiéndose en el primer jugador en ser nombrado MVP y Mejor Sexto Hombre. Esa temporada también ganó su segundo título de liga. 
A pesar de sus problemas físicos, Big Red (apodo que recibió por su estatura y su color de pelo pelirrojo) está considerado como uno de los mejores pívots de la historia. Fue introducido en el Salón de la Fama del Baloncesto en 1993 y es miembro de los equipos del 50 y del 75 aniversario de la NBA.
Era el padre del también exjugador profesional y entrenador Luke Walton. Bill y Luke son uno de los cinco dúos padre-hijo en ser campeones de la NBA y el primero que lo logró en múltiples ocasiones cada uno.

## Trayectoria deportiva

### Selección de Estados Unidos
Antes incluso de comenzar su etapa universitaria, con tan solo 17 años, fue convocado por la selección de Estados Unidos para disputar el Campeonato Mundial de Baloncesto de 1970, en el que acabarían en la quinta posición.

### Universidad

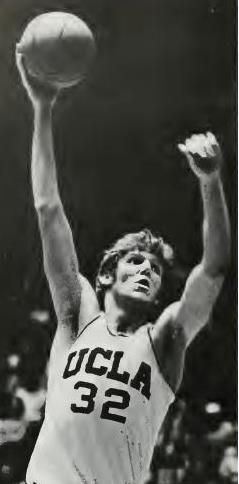
En su etapa universitaria con UCLA.

Walton jugó sus años universitarios, entre 1972 y 1974, con los Bruins de la prestigiosa Universidad de California, Los Ángeles (UCLA), dirigida en aquel momento por John Wooden. Consiguió el título nacional al derrotar a Florida State en 1972 y de nuevo en 1973 al derrotar a Memphis State por 87-76, en una final en la cual Walton consiguió un impresionante 21 de 22 lanzamientos a canasta anotados, logrando 44 puntos.
El equipo de UCLA de la temporada 1971-72, liderado por Walton, fue capaz de terminar el año de forma perfecta, ganando los 30 partidos que disputaron en la fase regular, además con un margen de puntos superior a los 30. Este hecho se repetiría al año siguiente, logrando el récord de más partidos ganados consecutivamente por un equipo universitario, con 88. Casualmente, exceptuando la derrota sufrida ante Notre Dame el 19 de enero de 1974, los Bruins lograron 133 victorias consecutivas, ya que previamente a la llegada de Walton al equipo, consiguieron, liderados por Sidney Wicks, encarrilar 45 victorias consecutivas. Pero los Fighting Irish, con un gran Austin Carr, evitaron que el récord fuera más impresionante. Walton siempre recordaría aquella derrota como la más dolorosa de su carrera deportiva.
En 1973 recibió el premio James E. Sullivan al mejor deportista amateur de los Estados Unidos. Ese mismo año fue galardonado también con el Premio Naismith al mejor jugador universitario del año.

#### Estadísticas
| Año     | Equipo | PJ | PT | MPP | %TC  | %3P | %TL  | RPP  | APP | ROB | TPP | PPP  |
| ------- | ------ | -- | -- | --- | ---- | --- | ---- | ---- | --- | --- | --- | ---- |
| 1971–72 | UCLA   | 30 | —  | —   | .640 | —   | .704 | 15.5 | —   | —   | —   | 21.1 |
| 1972–73 | UCLA   | 30 | —  | —   | .650 | —   | .569 | 16.9 | —   | —   | —   | 20.4 |
| 1973–74 | UCLA   | 27 | —  | —   | .665 | —   | .580 | 14.7 | 5.5 | —   | —   | 19.3 |
| Total   | Total  | 87 | —  | —   | .651 | —   | .642 | 15.7 | 5.5 | —   | —   | 20.3 |

### NBA

#### Portland Trail Blazers (1974-1978)

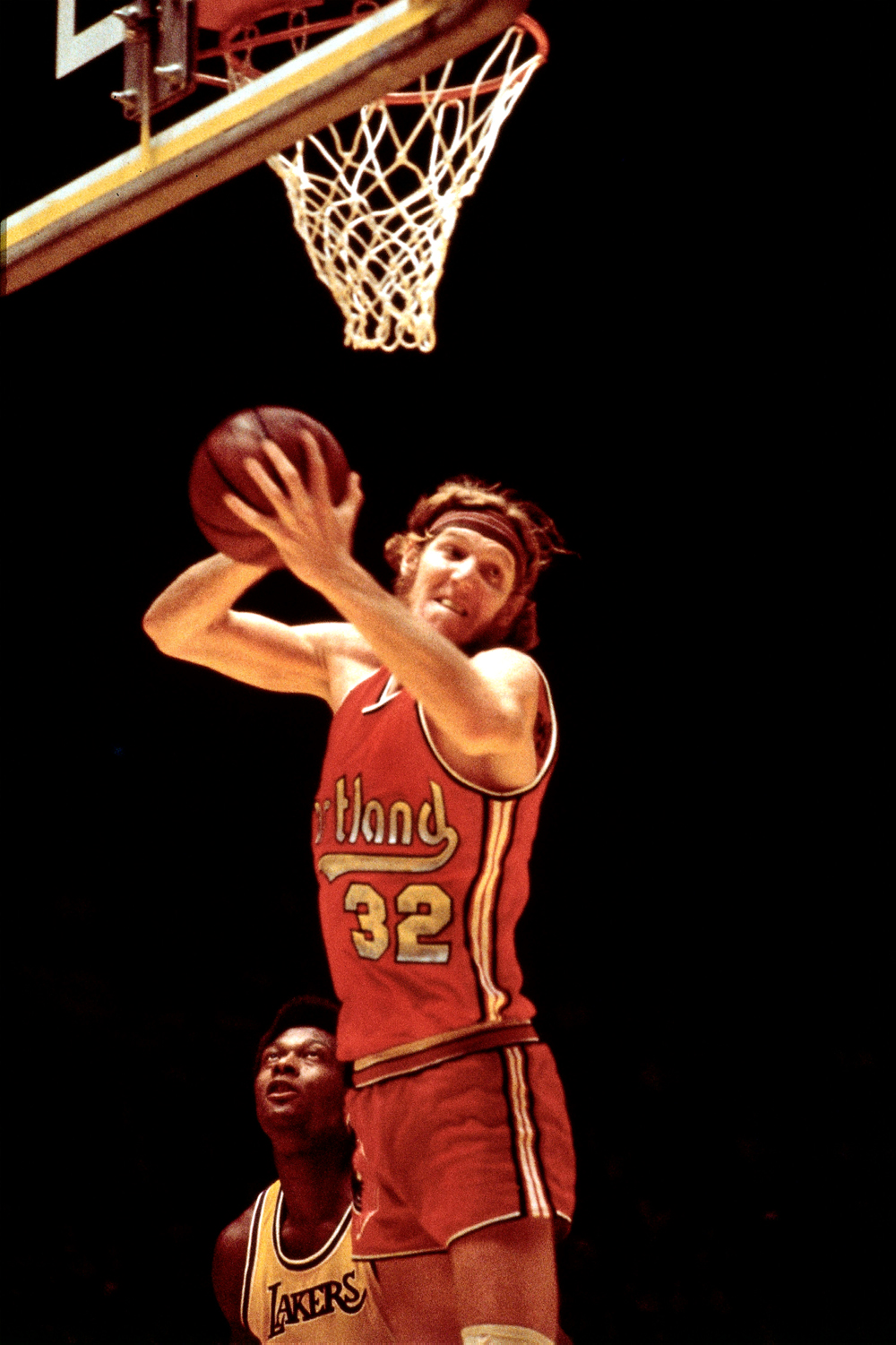
Walton, en su etapa en los Blazers.

Su trayectoria en la NBA estuvo marcada por las lesiones, que le impidieron destacar aún más. Fue elegido por los Portland Trail Blazers en la primera posición del Draft de la NBA de 1974, pero pasó sus dos primeras temporadas lastrado por sus lesiones (llegó a fracturarse la muñeca, el pie, la nariz y la pierna), lo que hizo que se perdiera más de la mitad de los partidos en esos dos primeros años. Comenzó a despuntar en la 1976-77, en la que fue seleccionado para el All-Star Game (que no disputó debido a una nueva lesión) y acabó la temporada regular siendo incluido en el Mejor Quinteto Defensivo y en el Segundo Mejor Quinteto de la NBA. En los playoffs, lideró a su equipo en la consecución del título de la Conferencia Oeste tras barrer a los Lakers en la final, tras una recordada defensa sobre la estrella del equipo angelino, Kareem Abdul-Jabbar. En las Finales de la NBA derrotaron a los favoritos Philadelphia 76ers, a pesar de perder los dos primeros partidos, por 4 a 2, siendo nombrado MVP de las Finales.
Al año siguiente los Blazers ganaron 50 de sus 60 primeros partidos antes de que, nuevamente, Walton cayera lesionado en el pie. Aun así, fue galardonado con el título de MVP de la temporada, siendo incluido de nuevo en el Mejor quinteto defensivo y el Mejor quinteto de la liga por primera vez. Además jugó su único All Star, en el que consiguió 15 puntos y capturó 10 rebotes. Regresó tras la lesión en los playoffs, pero volvió a recaer en el segundo partido de la serie ante Seattle Supersonics, dejando a su equipo mermado, perdiendo en seis partidos. Al término de la temporada pidió ser traspasado, denunciando un mal trato por parte del equipo hacia los lesionados, pero no consiguió sus deseos, por lo que se pasó la temporada 1978-79 en blanco.

#### San Diego/Los Angeles Clippers (1979-1985)
En la temporada 1979-80 fichó por los San Diego Clippers como agente libre con un contrato por siete años y siete millones de dólares. Portland recibió a cambio al alero Kermit Washington, al pívot Kevin Kunnert, una primera ronda del draft y 350.000 dólares, algo que fue muy mal visto por los jugadores de los Clippers y por gran parte de la afición, teniendo en cuenta la cantidad de lesiones que arrastraba Walton. 
Los problemas físicos siguieron acompañando a Walton en su estancia en el equipo de su localidad natal. Tras jugar únicamente catorce partidos de la temporada 1979-80, y habiendo promediado 13,9 puntos y 9 rebotes por partido, volvió a fracturarse el escafoides. Fueron los únicos partidos que jugaría en dos largas temporadas, en las que su equipo logró apenas 36 y 17 victorias respectivamente, lo que hizo que varios compañeros del equipo, entre ellos World B. Free, le acusaran de fingir las lesiones. En sus cuatro primeras temporadas, apenas pudo disputar 47 partidos.
Determinado a volverse a vestir de corto, a pesar de que los doctores dijeron que no volvería a jugar, se sometió a una radical cirugía para rehacer su maltrecho pie. Walton aprovechó el tiempo de recuperación para sacarse la carrera de derecho en la Universidad de Stanford, practicando vóley playa, tenis y ciclismo, en ocasiones con su amigo Mickey Hart, batería de los Grateful Dead (incluso llegó a tocar la batería en un concierto en Egiptocon el grupo). La operación funcionó y con 29 años regresó a las pistas en la temporada 1982-83, jugando sólo un partido semanal, que era lo único que le permitió el equipo médico que lo trató. Este tipo de acuerdo tenía un precedente dentro de la liga, cuando Elgin Baylor acordó jugar solo una vez por semana mientras servía en la reserva del ejército. En 33 partidos con los Clippers promedió 14,1 puntos por partido, su cuarta mejor marca de toda su carrera, anotando un 52,8% de tiros de campo. Jugó por fin sin dolor alguno por primera vez en su carrera, y parecía estar más feliz que nunca.
Tanto Walton como los Clippers mejoraron en los dos siguientes años. Walton jugó 55 partidos en la temporada 1983-84 y 67 en la 1984-85, ganando su equipo 30 y 31 partidos respectivamente. Con 32 años y viendo que su cuerpo no aguantaría mucho más, se marcó el objetivo de ganar títulos en alguno de los grandes equipos del momento. Al terminar la temporada, los dos grandes equipos de la década de los 80 llamaron a sus puertas: los Lakers y Boston Celtics. Después de que varios jugadores de este último equipo declarasen que les gustaría contar con un jugador como Walton para reforzar el juego de los hombres altos del equipo, Robert Parish y Kevin McHale, el presidente del equipo, Red Auerbach, accedió a sus deseos: traspasó a los Clippers a Cedric Maxwell y una primera ronda del draft a cambio del gran pelirrojo. Por fin sus sueños se hicieron realidad: jugar en los Celtics, un anhelo que tenía desde pequeño, y tener opciones de ganar un anillo de campeón.

#### Boston Celtics (1985-1987)

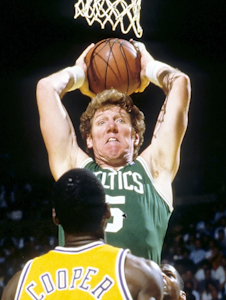
Walton con los Celtics en 1987.

Walton jugó 80 partidos en la 1985-86, 13 más que el año que más encuentros había disputado. Jugando solamente 19,3 minutos por partido, promedió 7,6 puntos, 6,8 rebotes, 2,1 asistencias y 1,3 tapones cada noche. Consiguió además su mejor marca en porcentaje de tiros de campo, con un 56,2%. En uno de los partidos llegó a conseguir 20 puntos y 12 rebotes en tan solo 26 minutos de juego.
Durante la temporada solo sufrió una pequeña lesión, rompiéndose la nariz, la decimotercera de su carrera. Asumiendo un poco familiar rol de secundario a sus 33 años, jugó esa temporada con la excitación de un colegial, y la liga le recompensó con el galardón de Mejor Sexto Hombre de la NBA, premio que había conseguido su ahora compañero Kevin McHale las dos temporadas anteriores.
Con uno de los mejores quintetos de la historia de la NBA, los Celtics arrasaron en la fase regular, con un récord de 67 victorias y 15 derrotas, mientras que en los playoffs perdieron únicamente 3 de los 18 partidos que disputaron, derrotando en la final a Houston Rockets y sus torres gemelas, Ralph Sampson y Hakeem Olajuwon, en 6 partidos.
La satisfacción de Walton tras ganar su segundo anillo de campeón y el premio de mejor sexto hombre era inconmensurable. En un artículo publicado en el periódico Boston Herald, Kevin McHale dijo de él: "Ves a un tipo tan viejo como él, con el cuerpo más machacado de entre todos los deportistas, actuando como si fuera un chaval de instituto, y es algo divertido e inspirativo al mismo tiempo. Cada partido era un desafío, y nunca nos dejó que olvidáramos eso".
A la edad de 34 años, Walton se retiró tras jugar únicamente 10 partidos de la 1986-87. En el total de su carrera profesional anotó 6.215 puntos (13,3 por partido), consiguió 4.923 rebotes (10,5 p.p.) y obtuvo un porcentaje de acierto del 52,1% en tiros de campo, en 468 partidos de liga regular, mientras que en 49 partidos de playoffs promedió 10,8 puntos y 9,1 rebotes.

## Estadísticas de su carrera en la NBA
|  | Líder de la liga                                 |
|  | Denota temporada en la que fue Campeón de la NBA |

### Temporada regular
| Año      | Equipo        | PJ  | PT  | MPP  | %TC  | %3P  | %TL   | RPP  | APP | ROB | TPP | PPP  |
| -------- | ------------- | --- | --- | ---- | ---- | ---- | ----- | ---- | --- | --- | --- | ---- |
| 1974-75  | Portland      | 35  | —   | 32.9 | .513 | —    | .686  | 12.6 | 4.8 | .8  | 2.7 | 12.8 |
| 1975-76  | Portland      | 51  | —   | 33.1 | .471 | —    | .583  | 13.4 | 4.3 | 1.0 | 1.6 | 16.1 |
| 1976-77  | Portland      | 65  | —   | 34.8 | .528 | —    | .697  | 14.4 | 3.8 | 1.0 | 3.2 | 18.6 |
| 1977-78  | Portland      | 58  | —   | 33.3 | .522 | —    | .720  | 13.2 | 5.0 | 1.0 | 2.5 | 18.9 |
| 1979-80  | San Diego     | 14  | —   | 24.1 | .503 | —    | .593  | 9.0  | 2.4 | .6  | 2.7 | 13.9 |
| 1982-83  | San Diego     | 33  | 32  | 33.3 | .528 | —    | .556  | 9.8  | 3.6 | 1.0 | 3.6 | 14.1 |
| 1983-84  | San Diego     | 55  | 46  | 26.8 | .556 | .000 | .597  | 8.7  | 3.3 | .8  | 1.6 | 12.1 |
| 1984-85  | L.A. Clippers | 67  | 37  | 24.6 | .521 | .000 | .680  | 9.0  | 2.3 | .7  | 2.1 | 10.1 |
| 1985-86  | Boston        | 80  | 2   | 19.3 | .562 | —    | .713  | 6.8  | 2.1 | .5  | 1.3 | 7.6  |
| 1986-87  | Boston        | 10  | 0   | 11.2 | .385 | —    | .533  | 3.1  | .9  | .1  | 1.0 | 2.8  |
| Total    | Total         | 468 | 117 | 28.3 | .521 | .000 | .660  | 10.5 | 3.4 | .8  | 2.2 | 13.3 |
| All-Star | All-Star      | 1   | 1   | 31.0 | .429 | —    | 1.000 | 10.0 | 2.0 | 3.0 | 2.0 | 15.0 |

### Playoffs
| Año   | Equipo   | PJ | PT | MPP  | %TC  | %3P  | %TL  | RPP  | APP | ROB | TPP | PPP  |
| ----- | -------- | -- | -- | ---- | ---- | ---- | ---- | ---- | --- | --- | --- | ---- |
| 1977  | Portland | 19 | —  | 39.7 | .507 | —    | .684 | 15.2 | 5.5 | 1.1 | 3.4 | 18.2 |
| 1978  | Portland | 2  | —  | 24.5 | .611 | —    | .714 | 11.0 | 2.0 | 1.5 | 1.5 | 13.5 |
| 1986  | Boston   | 16 | 0  | 18.2 | .581 | .000 | .826 | 6.4  | 1.7 | .4  | .8  | 7.9  |
| 1987  | Boston   | 12 | 0  | 8.5  | .480 | —    | .357 | 2.6  | .8  | .3  | .3  | 2.4  |
| Total | Total    | 49 | 0  | 24.4 | .525 | .000 | .673 | 9.1  | 3.0 | .7  | 1.7 | 10.8 |

## Logros y reconocimientos
- Último jugador en ganar en dos ocasiones consecutivas el premio al mejor jugador de la NCAA (1972 y 1973).[22]
- Fue 2 veces  All Star.
- 2 veces Campeón de la NBA (1977 y 1986).
- Elegido MVP de la NBA en 1978, y Mejor jugador de las Finales en 1977.
- Mejor Sexto Hombre en 1986.
- Elegido en el mejor quinteto y en el mejor quinteto defensivo en 1978.
- Máximo reboteador (14,4 por partido) y taponador (3,2) en 1977.
- Elegido uno de los 50 mejores jugadores de la historia de la NBA en 1996.
- Elegido en el Equipo del 75 aniversario de la NBA en 2021.

## Vida personal

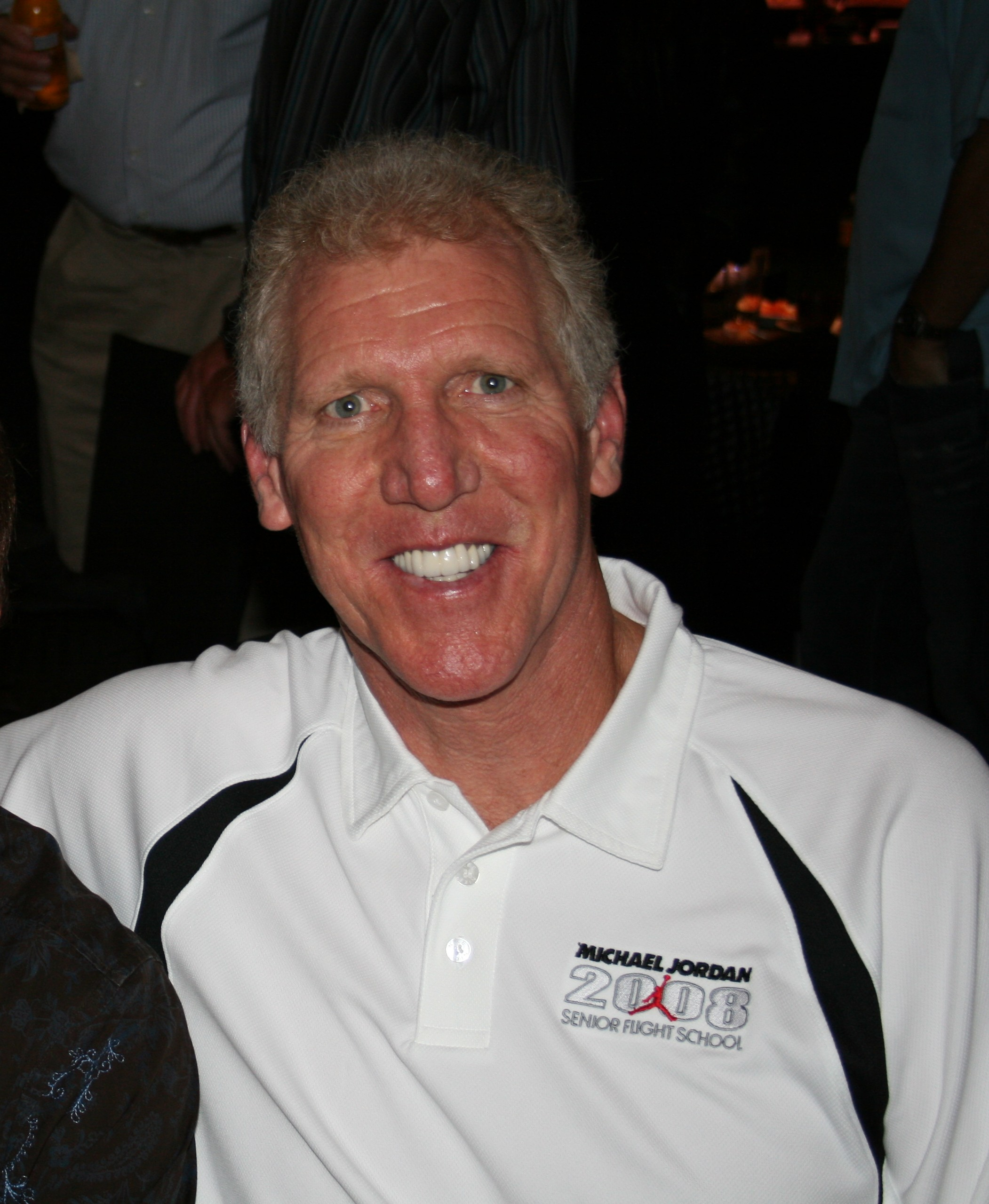
Walton en 2008.

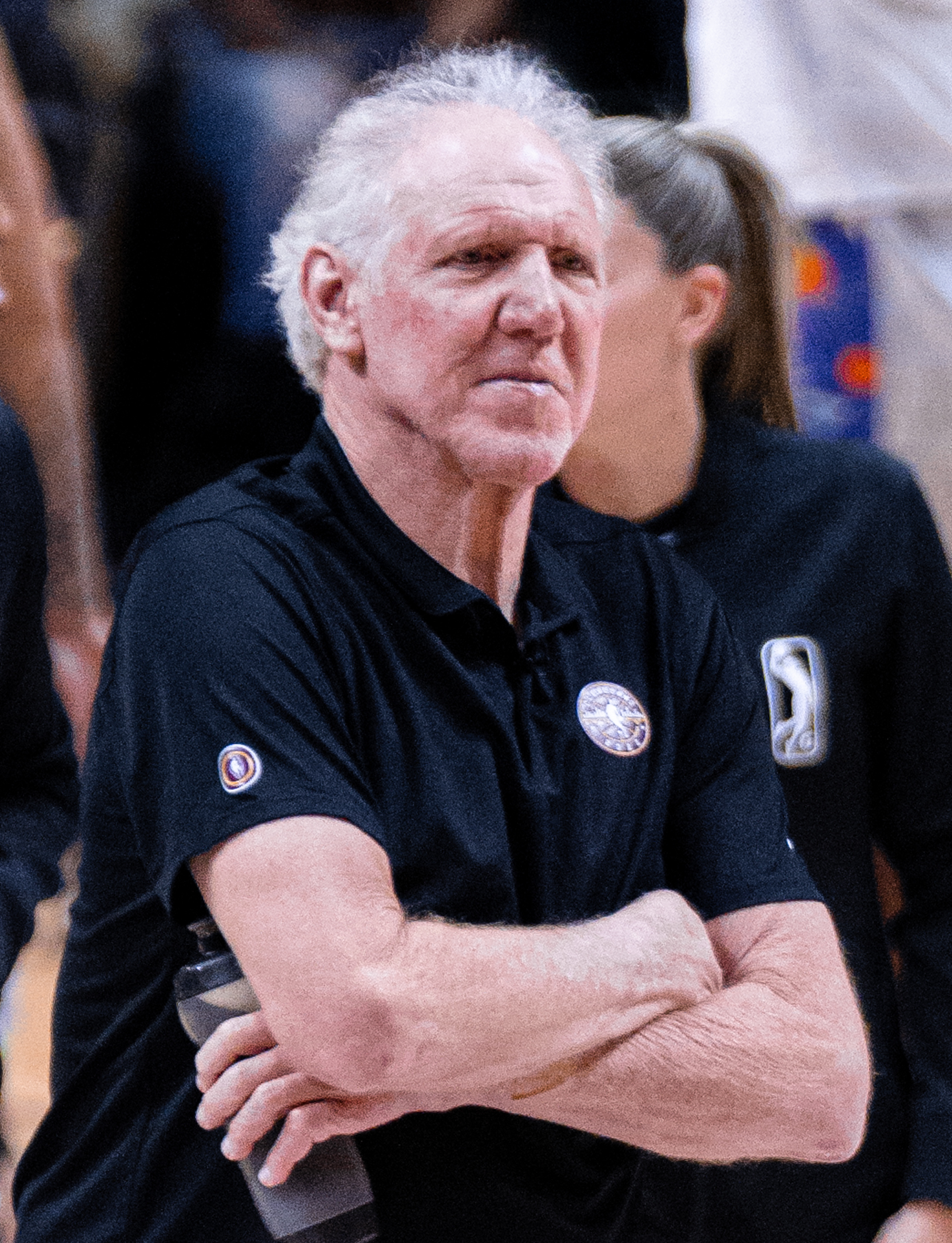
Walton en 2022.

Walton residía hasta su fallecimiento en San Diego, junto con su esposa Lori. Con su primera esposa, Susie, tuvo cuatro hijos: Adam, Nathan, Luke y Chris. Luke, aunque no es tan alto como su padre, jugó en la Universidad de Arizona, llegando a profesionales, formando parte en 2008 de la plantilla de Los Angeles Lakers. Otro de los hijos de Walton, Chris, jugó en la Universidad Estatal de San Diego. Nate, por su parte, jugó en la Universidad de Princeton, consiguiendo un MBA en empresariales, presentándose en 2003 a las elecciones para Gobernador de California, consiguiendo 1.967 votos. El otro hijo de Bill, Adam, jugó también en su etapa universitaria con los Tigers de la Universidad Estatal de Luisiana.
Es también conocida su afición a la música, sobre todo a artistas como Grateful Dead, Allman Brothers Band, Neil Young, Phish y Bob Dylan. Ha asistido a lo largo de su vida a más de 650 conciertos de los Grateful Dead, incluida la gira por Egipto en la que fue invitado a tocar la batería en uno de los conciertos. En el año 2001 fue incluido oficialmente en el Salón de Honor de los Grateful Dead.
Bill y su hijo, Luke, son una de las cinco parejas padre e hijo en ser campeones de la NBA junto con los Barry (Rick y Brent), los Thompson (Mychal y Klay), los Guokas (Matt Sr. y Matt Jr.), y los Payton (Gary y Gary II).

### Cultura popular
Walton es mencionado en la película Airplane! (Aterriza como puedas, en España). En una escena, un niño es invitado a la cabina de mandos del avión, donde se encuentra al copiloto (interpretado por Kareem Abdul-Jabbar), asegurando el niño que era el propio Jabbar. Este lo niega, diciendo que en realidad es el piloto Roger Murdock, pero el crío insiste, y le dice que piensa que "Jabbar es bueno, pero mi padre piensa que los Lakers no se emplean a fondo en defensa", a lo que Kareem responde, agarrando al niño de la solapa de la chaqueta: "¡Dile a tu padre a ver si Walton o Lanier corren arriba y abajo la pista durante los 48 minutos!".
Ha realizado también cameos en las películas Ghostbuster, Celtic Pride, Little Nicky y Semi-Pro.

### Fallecimiento
Walton falleció el 27 de mayo de 2024, a los 71 años de edad, tras una dura batalla contra el cáncer.